# فيوليتا تشامورو
فيوليتا باريوس دي تشامورو (الإسبانية: Violeta Barrios de Chamorro؛ ولدت في 18 أكتوبر 1929، في ريفاس [الإنجليزية]
) هي سياسية نيكاراغوية، كانت الرئيسة الثامنة والأربعين لنيكاراغوا بين أبريل 1990 ويناير 1997، وتعد أول امرأة من نيكاراغوا وأمريكا اللاتينية تصبح رئيسة دولة.
ولدت فيوليتا تشامورو لعائلة غنية، وتزوجت جواكويم تشامورو ناشر صحيفة «لا برنسا» المعادية لدكتاتورية أناستاسيو سوموزا. بعد أن اغتيل زوجها في عام 1978، أصبحت ناشرة تلك الصحيفة. حينما تم خلع سوموزا بواسطة جبهة ساندنيستا، تعرضت الصحيفة للنقد من قبل دانييل أورتيغا والحكومة الأمريكية. وضعت حداً للنزاعات العسكرية والاقتصادية مع الولايات المتحدة بعد أن أصبحت رئيسة نيكاراغوا عام 1990، لتكون أول امرأة ترأس دولة في أمريكا الوسطى. عهدها شهد انقسامات سياسية في نيكاراغوا، وتواجد جبهة ساندنيستا المؤثرة سياسياً.

## روابط خارجية
- فيوليتا تشامورو على موقع الموسوعة البريطانية (الإنجليزية)
- فيوليتا تشامورو على موقع مونزينجر (الألمانية)
- فيوليتا تشامورو على موقع إن إن دي بي (الإنجليزية)